# デリック・ウィリアムズ (バスケットボール)
デリック・ウィリアムズ (Derrick LeRon Williams 1991年5月25日 - )は、アメリカ合衆国カリフォルニア州ラミラダ出身のプロバスケットボール選手。ポジションはフォワード。

## 来歴
ロサンゼルス郊外の高校からアリゾナ大学の進学し、2年生時にPAC-10カンファレンスの最優秀選手に選出された。その勢いで2011年のNBAドラフトにアーリーエントリーし、全体2位でミネソタ・ティンバーウルブズに指名され、NBA入り。同シーズンのNBAオールスターゲームのスラムダンクコンテストにも出場した。

2013年レギュラーシーズン序盤の11月26日、ルック・ンバ・ア・モウテとの交換トレードでサクラメント・キングスに移籍した。
2015年7月3日、フリーエージェントからニューヨーク・ニックスと2年1000万ドルの契約を結ぶことを発表した
2016年7月8日、マイアミ・ヒートと1年契約を結んだが、翌年2月6日に解雇。2日後の同月8日にクリーブランド・キャバリアーズと10日間契約を結んだ。
2018年3月9日、ロサンゼルス・レイカーズと10日間契約を結んだ

### ユーロリーグでのキャリア（2018-）
2018年10月3日、バイエルン・ミュンヘンとの契約が発表された。国内リーグのバスケットボール・ブンデスリーガでは29試合に出場し、1試合平均21.0分の出場で、12.1得点、3.4リバウンド、1.1アシスト、プレーオフでは8試合に出場し、1試合平均21.0分の出場で、9.0得点、3.1リバウンド、1.1アシスト、1.1スティール、ユーロリーグでは29試合に出場し、1試合平均25.4分の出場で、13.4得点、4.2リバウンドという成績を残した。
2019年7月18日、NBAチームからの契約を断り、フェネルバフチェへ1年契約で加入した。国内リーグのBSLでは17試合に出場し、1試合平均24.5分の出場で、10.7得点、3.6リバウンド、2.0アシスト、ユーロリーグでは28試合に出場し、1試合平均25.6分の出場で、11.3得点、3.9リバウンド、1.2アシスト、1.1スティールという成績を残した。
2020年7月8日、バレンシアとの契約が発表された。国内リーグのリーガACBでは33試合に出場し、1試合平均16.6分の出場で、6.8得点、2.1リバウンド、プレーオフでは6試合に出場し、1試合平均15.5分の出場で、5.2得点、3.3リバウンド、1.0アシスト、ユーロリーグでは34試合に出場し、1試合平均19.8分の出場で、9.0得点、3.1リバウンド、1.1アシストという成績を残した。
2021年6月30日、マッカビ・テルアビブBCとの契約が発表された。国内リーグでは17試合に出場し、1試合平均21.2分の出場で、9.6得点、3.5リバウンド、1.2アシスト、プレーオフでは7試合に出場し、1試合平均28.7分の出場で、14.4得点、4.9リバウンド、1.1アシスト、ユーロリーグでは35試合に出場し、1試合平均24.6分の出場で、9.4得点、3.1リバウンドという成績を残した。
2022年7月15日、ユーロリーグとギリシャ・バスケットボールリーグに所属するパナシナイコスBCと1年契約を結んだ。

## NBAスタッツ

### レギュラーシーズン
| シーズン | チーム             | GP  | GS | MPG  | FG%  | 3P%  | FT%  | RPG | APG | SPG | BPG | PPG  |
| -------- | ------------------ | --- | -- | ---- | ---- | ---- | ---- | --- | --- | --- | --- | ---- |
| 2011–12  | ティンバーウルブズ | 66  | 15 | 21.5 | .412 | .268 | .697 | 4.7 | .6  | .5  | .5  | 8.8  |
| 2012–13  | ティンバーウルブズ | 78  | 56 | 24.6 | .430 | .332 | .706 | 5.5 | .6  | .6  | .5  | 12.0 |
| 2013–14  | ティンバーウルブズ | 11  | 0  | 14.7 | .352 | .133 | .875 | 2.4 | .1  | .4  | .4  | 4.9  |
| 2013–14  | キングス           | 67  | 15 | 24.7 | .437 | .286 | .708 | 4.4 | .8  | .7  | .2  | 8.5  |
| 2014–15  | キングス           | 74  | 6  | 19.8 | .447 | .314 | .684 | 2.7 | .7  | .5  | .1  | 8.3  |
| Career   |                    | 296 | 92 | 22.4 | .429 | .301 | .703 | 4.3 | .6  | .5  | .3  | 9.3  |